# Environment
Environment er en amerikansk stumfilm fra 1917 af James Kirkwood.

## Medvirkende
- Mary Miles Minter som Liz Simpkins.
- George Fisher som Henry Pennfield.
- Harvey Clark som John Simppkins.
- George Periolat som David Holcombe.
- Emma Kluge som Mrs. Holcombe.